# Jan-Werner Müller
Jan-Werner Müller (ur. 1970 w Bad Honnef) – niemiecki historyk i politolog.

## Życiorys
Urodził się w 1970 roku. Studiował na Wolnym Uniwersytecie Berlińskim, University College London, St Antony’s College w Oksfordzie i Princeton University. Od 1996 do 2003 r. był pracownikiem All Souls College w Oksfordzie, następnie do 2005 r. Modern European Thought w European Studies Centre przy St. Antony’s College. Od 2005 wykłada na Wydziale Politologii Princeton University. Jest członkiem School of Historical Studies przy Institute of Advanced Study na Princeton University, wykładowcą wizytującym na Collegium Budapest Institute of Advanced Study, Collegium Helsinki, Instytucie Remarque'a, Uniwersytecie Nowojorskim, Center for European Studies, Harvard University, Robert Schuman Centre for Advanced Studies, European University Institute we Florencji. Jako profesor wizytujący wykładał na Ecole des Hautes Etudes en Sciences Sociales w Paryżu, Ludwig Maximilians-Universitaet w Monachium, Humboldt Universitaet w Berlinie, Institut d'Etudes Politiques w Paryżu i Uniwersytecie Pekińskim. Współzałożyciel European College of Liberal Arts, pierwszej prywatnej, anglojęzycznej uczelni w Niemczech, na której pełnił funkcję dyrektora.
Publikuje w m.in. w Die Zeit, Sueddeutsche Zeitung, London Review of Books, Foreign Affairs, The Guardian. Autor książek dotyczących XX wieku Another Country: German Intellectuals, Unification and National Identity (2000), A Dangerous Mind: Carl Schmitt in Post-War European Thought (2003), Constitutional Patriotism (2007).
Autor definicji populizmu, zgodnie z którą partię populistyczną cechuje antyelitaryzm łączący się z antypluralizmem, tj. przedstawianie siebie jako jedynego prawdziwego przedstawiciela „ludu” w starciu ze szkodliwymi dawnymi elitami, a tym samym prezentowanie innych partii, organizacji czy instytucji jako „wrogów ludu”, którzy nie mogą być uznani za partnerów w dyskusji. Tym samym populiści czują się uprawnieni do naginania lub łamania reguł ustanowionych przez dawne elity.

## Wybrane publikacje
- Another Country: German Intellectuals, Unification and National Identity, Yale University Press, 2000.
- A Dangerous Mind: Carl Schmitt in Post-War European Thought, Yale University Press, 2003.
- Strach i wolność. O inny liberalizm, Biblioteka Kultury Liberalnej, Warszawa 2020[4].
- Demokracja rządzi, Biblioteka Kultury Liberalnej, Warszawa 2022[5].